# (59830) Reynek
(59830) Reynek est un astéroïde de la ceinture principale.

## Description
(59830) Reynek est un astéroïde de la ceinture principale. Il fut découvert le 10 septembre 1999 à l'Observatoire Kleť par Jana Tichá et Miloš Tichý. Il présente une orbite caractérisée par un demi-grand axe de 3,17 UA, une excentricité de 0,19 et une inclinaison de 3,4° par rapport à l'écliptique.

## Compléments